# Bulgogi
El bulgogi (en coreano 불고기) es un plato típico de la gastronomía de Corea. El ingrediente fundamental es ternera cortada en tiras y marinada con salsa de soja, azúcar, aceite de sésamo y ajo que posteriormente se cocinará, preferentemente a la parrilla, aunque puede asarse en el horno o freírlas en sartén. Se acompaña con verduras y arroz.

## Nombre
Debido a la forma en que es cocido, sobre el fuego ardiente, bulgogi significa "Carne de Fuego", donde bul es fuego y gogi carne. Dak bulgogi es el nombre para el hecho con pollo y dweji bulgogi para el hecho con cerdo.

## Historia
Este plato se desarrolló durante la era Goguryeo (antiguo reino coreano, que habitó el área norte y central de la península de Corea entre los años 37 a. C. y 668 d. C.), se llamaba por aquel entonces maekjeok. Con el tiempo, evolucionó en un plato de la realeza, con el nombre de neobani (너비아니) y se preparaba especialmente para el Rey durante la dinastía Joseon (1392 - 1910).

## Características
El bulgogi se realiza con carne de ternera cortada en trozos, preferentemente solomillo debido a su textura apenas grasosa. La carne es marinada en una mezcla de salsa de soja, aceite de sésamo, ajo picado y semillas de sésamo, entre otros. Para lograr que la carne se ablande se suele usar un jugo de peras y cebollas.
Tradicionalmente, el bulgogi se asa, pero se volvió popular utilizar una sartén. Las tiras de carnes pueden comerse solas o envueltas en una hoja de lechuga con trozos de ajo y pimiento verde. Para otros tipos de bulgogui, como el realizado con carne de cerdo, se le añade pasta de pimiento rojo.